# 利克克里克鎮區 (愛荷華州范布倫縣)
利克克里克鎮區（英語：Lick Creek Township）是位於美國愛荷華州范布倫縣的一個行政鎮區。

## 地方資料
根據2010年美國人口普查的數據，利克克里克鎮區的面積為103.42平方千米，當中陸地面積為102.44平方千米，而水域面積為0.98平方千米。當地共有人口469人，而人口密度為每平方千米4.53人。